# 1 Dywizjon Straży Granicznej
1 Dywizjon Straży Granicznej – jednostka organizacyjna Straży Granicznej w II Rzeczypospolitej.

## Formowanie i zmiany organizacyjne
17 grudnia 1918 szef Straży Granicznej płk Małyszko przedstawił Ministerstwu Spraw Wojskowych wstępny projekt etatów oddziałów granicznych. Na ich podstawie sformowano w styczniu 1919 1 dywizjon Straży Granicznej. Dywizjon obsadził ważniejsze punkty na odcinku śląskim na dawnej granicy Królestwa Polskiego. Na początku 1919 wszedł w skład 2 pułku Straży Granicznej.

## Dowódcy dywizjonu
- ppłk Alfred Walter[3][4]